# Cantón de Marnay
El cantón de Marnay es una división administrativa francesa, situada en el departamento de Alto Saona y la región Franco Condado.
Su consejero general es Maurice Fassenet.

## Geografía
Este cantón está organizado alrededor de Marnay en el distrito de Vesoul. Su altitud varía de 189 m (Marnay) a 368 m (Pin) con una altitud media de 244 m.

## Composición
El cantón de Pesmes agrupa 18 comunas:
- Avrigney-Virey
- Bay
- Beaumotte-lès-Pin
- Bonboillon
- Brussey
- Chambornay-lès-Pin
- Charcenne
- Chenevrey-et-Morogne
- Courcuire
- Cugney
- Cult
- Étuz
- Hugier
- Marnay
- Pin
- Sornay
- Tromarey
- Vregille

## Demografía
| 3330 | 3687 | 3676 | 4361 | 4698 | 5220 |
| Para los censos de 1962 a 1999 la población legal corresponde a la población sin duplicidades (Fuente: INSEE [Consultar]) |      |      |      |      |      |